# Dangerously in Love World Tour
Tournées par Beyoncé
Verizon Ladies First Tour
Dangerously in Love World Tour est tournée mondiale de Beyoncé. Principalement basée sur son premier album solo Dangerously in Love.

## Setlist
1. Baby Boy
2. Naughty Girl
3. Fever
4. Hip Hop Star
5. Yes
6. Work It Out
7. Gift from Virgo
8. Be with You
9. Speechless
10. Destiny's Child Medley:
  1. Bug a Boo
  2. No, No, No
  3. Bootylicious
  4. Jumpin', Jumpin'
  5. Say My Name
  6. Independent Women Part I
  7. '03 Bonnie & Clyde
  8. Survivor
11. Me, Myself and I
12. Summertime
13. Dangerously in Love
14. Crazy in Love

## Dates de la tournée
| Date             | Ville      | Pays            | Lieu                          | Capacité |
| Europe           | Europe     | Europe          | Europe                        |          |
| ---------------- | ---------- | --------------- | ----------------------------- | -------- |
| 3 novembre 2003  | Manchester | Angleterre      | Manchester Evening News Arena | 23 000   |
| 7 novembre 2003  | Sheffield  | Angleterre      | Hallam FM Arena               | 13 500   |
| 9 novembre 2003  | Newcastle  | Angleterre      | Telewest Arena                | 13 500   |
| 10 novembre 2003 | Londres    | Angleterre      | Wembley Arena                 | 12 500   |
| 11 novembre 2003 | Londres    | Angleterre      | Wembley Arena                 | 15 643   |
| 13 novembre 2003 | Birmingham | Angleterre      | NEC Arena                     | 15 643   |
| 14 novembre 2003 | Belfast    | Irlande du Nord | Odyssey Arena                 | 20 000   |
| 15 novembre 2003 | Dublin     | Irlande         | Point Theatre                 | 8 500    |
| 19 novembre 2003 | Amsterdam  | Pays-Bas        | Heineken Music Hall           | 5 500    |